# Ragland (Alabama)
Pour les articles homonymes, voir Ragland.
Ragland est une municipalité américaine située dans le comté de Saint Clair en Alabama.
Selon le recensement de 2010, sa population est de 1 639 habitants. La municipalité s'étend sur 16,88 milles carrés (43,72 km2).

## Démographie
| 1900 | 1910 | 1920 | 1930 | 1940  | 1950  | 1960  | 1970  |
| ---- | ---- | ---- | ---- | ----- | ----- | ----- | ----- |
| 309  | 483  | 613  | 981  | 1 070 | 1 008 | 1 166 | 1 239 |

| 1980  | 1990  | 2000  | 2010  | - | - | - | - |
| ----- | ----- | ----- | ----- | - | - | - | - |
| 1 860 | 1 807 | 1 918 | 1 639 | - | - | - | - |